# Чебенлинська сільська рада
Чебенли́нська сільська рада (рос. Чебенлинский сельский совет) — муніципальне утворення у складі Альшеєвського району Башкортостану, Росія. Адміністративний центр — село Чебенлі.

## Населення
Населення — 541 особа (2019, 892 в 2010, 1138 в 2002).

## Склад
До складу поселення входять такі населені пункти:
| Населений пункт     | Населення, осіб (2002) | Населення, осіб (2010) |
| ------------------- | ---------------------- | ---------------------- |
| Каменка, присілок   | 83                     | 54                     |
| Кункас, присілок    | 74                     | 31                     |
| Кизил-Юл, присілок  | 69                     | 50                     |
| Саришево, присілок  | 206                    | 180                    |
| Тюбетеєво, присілок | 350                    | 287                    |
| Чебенлі, село       | 356                    | 290                    |